# تپه کارخانه شن و ماسه چهر
تپه کارخانه شن و ماسه چهر مربوط به عصر برنز - عصر آهن - دوره اشکانیان است و در شهرستان هرسین، روستای چهر واقع شده و این اثر در تاریخ ۱۰ دی ۱۳۸۱ با شمارهٔ ثبت ۶۹۸۴ به‌عنوان یکی از آثار ملی ایران به ثبت رسیده است.